# Fremantle
Fremantle – miasto portowe w Australii, w stanie Australia Zachodnia, przedmieścia Perth. Fremantle położone jest przy ujściu Rzeki Łabędziej do Oceanu Indyjskiego.

## Historia
Miasto zostało założone w maju 1829 roku przez Charlesa FreMantle’a, początkowo jako Kolonia Rzeki Łabędziej. Po opuszczeniu przez niego Australii, James Stirling nazwał osadę jego nazwiskiem. W 1886 otwarte zostało więzienie we Fremantle. Port we Fremantle został zaprojektowany przez inżyniera pochodzenia irlandzkiego C.Y. O’Connor'a i został otwarty w 1897 r. W roku 1929, na stulecie istnienia Fremantle uzyskało prawa miejskie.
Fremantle jest także uznawane jako centrum gastronomiczne w okolicy Perth i obfituje licznymi kawiarniami i restauracjami. W czasie II wojny światowej jedna z najważniejszych baz Marynarki Wojennej Związku Australijskiego (RAN).
W mieście tym, na cmentarzu, pochowany został Bon Scott – były wokalista rockowej grupy AC/DC. Znajduje się tam jego posąg odlany z brązu.

## Gospodarka
W mieście rozwinął się  przemysł chemiczny, stoczniowy, samochodowy oraz spożywczy.

## Klimat
| Miesiąc | Sty  | Lut  | Mar  | Kwi  | Maj  | Cze  | Lip  | Sie  | Wrz  | Paź  | Lis  | Gru  | Roczna |
| --- | ---- | ---- | ---- | ---- | ---- | ---- | ---- | ---- | ---- | ---- | ---- | ---- | ------ |
| Średnie temperatury w dzień [°C]                                                                                                | 27.3 | 27.9 | 26.4 | 23.6 | 20.3 | 18.1 | 17.1 | 17.3 | 18.5 | 20.1 | 23.0 | 25.4 | 22,1   |
| Średnie dobowe temperatury [°C]                                                                                                 | 22.6 | 23.0 | 21.7 | 19.3 | 16.5 | 14.6 | 13.6 | 13.8 | 14.8 | 16.2 | 18.8 | 21.0 | 18,0   |
| Średnie temperatury w nocy [°C]                                                                                                 | 17.8 | 18.1 | 17.0 | 14.9 | 12.7 | 11.1 | 10.0 | 10.2 | 11.0 | 12.3 | 14.5 | 16.5 | 13,8   |
| Opady [mm] | 6.3  | 11.3 | 16.3 | 41.3 | 113  | 166  | 156  | 118  | 69.2 | 42.2 | 18.2 | 11.4 | 772    |
| Średnia liczba dni z opadami | 2.6  | 2.6  | 4.2  | 7.8  | 14.1 | 17.8 | 19.3 | 17.4 | 14.4 | 10.9 | 6.8  | 3.9  | 122    |
| Źródło: Bureau of Meteorology (liczba dni z opadami dla wartości 0,1 mm, wysokość 5 m n.p.m., nad oceanem, 1880-1978/1852-1989) |      |      |      |      |      |      |      |      |      |      |      |      |        |

## Współpraca
- Seberang Perai, Malezja
- Yokosuka, Japonia
- Capo d’Orlando, Włochy
- Molfetta, Włochy
- Funchal, Portugalia
- Padang, Indonezja
- Surabaja, Indonezja
- Korčula, Chorwacja
- Wiesbaden, Niemcy